# 楊逸朗
楊逸朗（英語：Joe Yeung，1993年—），香港社運人士，香港樹仁大學歷史系畢業。香港樹仁大學第33屆學生會會長。曾經擔任香港輔助警察。

## 經歷
2014年10月雨傘運動期間，他在特首辦外呼籲撤離，又與警方指揮官握手。他其後被網民發現為輔警，被懷疑是警方卧底。後來他被香港傳媒稱為「佔中輔警」。
2015年12月21日，他因涉嫌與反對網絡23條活動期間香港立法會外垃圾桶焚毀爆炸案有關，被警方拘捕後獲釋。2017年3月22日，香港區域法院裁定楊逸朗一項串謀縱火罪罪名成立，判囚2年。
2018年6月，據《香港文匯報》報導，楊逸朗因串谋纵火罪监禁到期被释放出狱後表示，創立的新「独派」團體「香港独立前线」，要建立军队。
2019年1月中旬，《文匯報》報導，楊逸朗到台北與「台獨」秘密見面
2019年楊逸朗在網上和香港本土派時事評論員梁錦祥互相发文指责对方，4月26日楊逸朗聲言「獨派」要組織「軍隊」進行「武裝革命」
2019年6月25日，楊逸朗與鄭偉成發佈影片，宣佈成立新組織「香港民權抗爭」。27日，杨逸朗涉嫌袭警被香港警方拘捕。
2019年7月1日發生立法會被佔領事件後，《大公报》發布一段疑是杨逸朗的录音，内容包含指挥暴力分子偷走民建联的“选民登记资料”，表示“一切责任我孭”。